# 테오도로 2세 델 몬페라토
테오도로 2세 팔레올로고(이탈리아어: Teodoro II del Monferrato, 1364년 - 1418년 4월 16일)는 1381년부터 1418년까지 몬페라토 변경백국을 통치한 후작이다.

## 생애
그는 조반니 2세 델 몬페라토와 이사벨라 데 마요르카 사이에서 태어난 셋째 아들이다. 테오도로는 그의 형인 조반니 3세가 사망한 후, 몬페라토 후작 자리에 올랐다. 조반니 3세가 사망한 후, 몬페라토는 두 어린 통치자의 빠른 계승이 불러온 급작스러운 위험에 빠졌으며, 그 둘 중 누구도 국가 내부의 혼란을 다룰 권위가 필요로 했다. 어린 시절에 테오도로는 잔 갈레아초 비스콘티의 섭정을 겪었다. 곧 이는 테오도로가 그의 권위에 눌린 약한 임인 것이 분명하게 되었다. 그의 의지로 행한 루니자나의 변경벽인 레오나르도 말라스피나의 딸과 결혼을 통하여, 그는 잔 갈레아초에게 아스티를 강제로 양도하였다.
그의 첫번째 부인과 둘째부인이 사망한 후, 그는 1403년 2월 17일 아카이아 대공 아메데오의 딸 마르가리타 디 사보이아와 재혼하였다. 즉시 테오도로와 아메데오 8세 디 사보이아 사이의 전쟁이 발발하였다. 밀라노의 필리포 마리아 비스콘티가 비스콘티 가를 도운 테오도로를 돕기 위해 개입하였다.
1400년, 테오도로는 파치노 카네를 고용하는 대신에 대가로 보르고산마르티노를 주기로 약속하였다. 1409년, 테오도로와 파치노는 밀라노와 제노바의 소유권을 획득하였다. 테오도로는 피에몬테와 롬바르디아의 통치를 하기가 어려워진 1413년까지 이곳들의 소유권을 유지하다, 많은 배상금을 받고 다시 내주었다.
파치노가 사망한 후, 테오도로는 1417년에 조약이 발효될때까지 피에몬테에서 비스콘티 가와 싸웠다. 테오도로도 곧 복녀가 되는 그의 미망인을 두고 사망하게 된다. 그의 자리는 아들 조반니 자코모가 계승한다.

## 혼인과 자녀
테오도로는 그의 첫 번째 부인 아르젠티나 말라스피나(Argentina Malaspina)와 혼인했다. 그녀는 마사의 후작 레오나르도 말라스피나(Leonardo Malaspina)의 딸이다. 그들 사이에 자식은 알려져 있지 않다.
1393년, 테오도로는 잔 드 바르와 재혼을 하였다. 그녀는 로베르 1세 드 바르와 마리 드 발루아 사이에 태어난 딸이다. 그녀의 외할머니와 외할아버지는 프랑스의 장 2세 국왕과 본 드 뤽상부르 왕비이다. 그들 사이에 자식은 두 명이 알려져 있다:
- 조반니 자코모 델 몬페라토 (1395년 3월 23일 – 1445년 3월 12일).
- 소피아 팔레올로가 (1434년 8월 21일) : 요한네스 8세 팔라이올로고스와 혼인.

잔은 1402년 1월 15일에 사망하고 만다. 테오도로는 1년간 홀아비로 있다, 1403년 1월 17일에 테오도로는 마르가리타 디 사보이아와 재혼한다. 그녀는 아카이아 대공 아메데오와 제네바의 카트린느 사이에서 태어난 장녀이다. 그들 사이에 자식은 없었다. 마르가리타는 남편을 떠나보낸 후 46년간을 더 산 후, 1464년 11월 23일 사망했다.
| 전임 조반니 3세 | 몬페라토 후작 1381년 - 1418년 | 후임 조반니 자코모 델 몬페라토 |